# Beenhausen
Beenhausen ist ein Ortsteil der Gemeinde Ludwigsau im Nordosten Hessens im Landkreis Hersfeld-Rotenburg im östlichen Teil des Knülls. Nahe bei Beenhausen entspringt der Rohrbach, der nach 14 km in die Fulda mündet.

## Geschichte
Erstmals erwähnt wurde der Ort im Jahre 1179, und zwar mit dem Ortsnamen Bennenhusen. 1238 wird schon eine (heute evangelische) Kirche genannt. Das Gericht „in der Rohrbach“ (später Gericht Ludwigseck) bestand 1538 aus den Dörfern Beenhausen, Gerterode, Heierode, Rohrbach, Ober- und Niederthalhausen sowie Tann. Teilweise werden auch Ersrode, Trunsbach und die Wüstung Schöpbach dazugezählt. Die Gerichtsstätte befand sich im Dorf Tann. Das Gericht gehörte ab 1579 zum Amt Rotenburg, welches von 1627 bis 1835 Teil der Rotenburger Quart war.
Im Zuge der Gebietsreform in Hessen fusionierten zum 31. Dezember 1971 die bis dahin selbständigen Gemeinden Beenhausen, Ersrode, Hainrode und Oberthalhausen zur neuen Gemeinde Ludwigseck. Diese wurde bereits am 1. August 1972 aufgelöst und kam zur Gemeinde Ludwigsau. Für alle ehemals eigenständigen Gemeinden von Ludwigsau wurde je ein Ortsbezirk mit Ortsbeirat und Ortsvorsteher nach der Hessischen Gemeindeordnung gebildet.

## Bevölkerung
Einwohnerstruktur 2011
Nach den Erhebungen des Zensus 2011 lebten am Stichtag dem 9. Mai 2011 in Beenhausen 174 Einwohner. Darunter waren 3 (1,7 %) Ausländer. Nach dem Lebensalter waren 18 Einwohner unter 18 Jahren, 66 zwischen 18 und 49, 45 zwischen 50 und 93 und 45 Einwohner waren älter. Die Einwohner lebten in 75 Haushalten. Davon waren 21 Singlehaushalte, 21 Paare ohne Kinder und 30 Paare mit Kindern, sowie 6 Alleinerziehende und keine Wohngemeinschaften. In 18 Haushalten lebten ausschließlich Senioren und in 42 Haushaltungen lebten keine Senioren.
Einwohnerentwicklung
| Beenhausen: Einwohnerzahlen von 1834 bis 2011 | Beenhausen: Einwohnerzahlen von 1834 bis 2011 | Beenhausen: Einwohnerzahlen von 1834 bis 2011 | Beenhausen: Einwohnerzahlen von 1834 bis 2011 | Beenhausen: Einwohnerzahlen von 1834 bis 2011 |
| --- | --------------------------------------------- | --------------------------------------------- | --------------------------------------------- | --------------------------------------------- |
| Jahr |                                               |                                               |                                               | Einwohner                                     |
| 1834 | 1834                                          |                                               | 263                                           | 263                                           |
| 1840 | 1840                                          |                                               | 184                                           | 184                                           |
| 1846 | 1846                                          |                                               | 271                                           | 271                                           |
| 1852 | 1852                                          |                                               | 286                                           | 286                                           |
| 1858 | 1858                                          |                                               | 219                                           | 219                                           |
| 1864 | 1864                                          |                                               | 242                                           | 242                                           |
| 1871 | 1871                                          |                                               | 257                                           | 257                                           |
| 1875 | 1875                                          |                                               | 245                                           | 245                                           |
| 1885 | 1885                                          |                                               | 240                                           | 240                                           |
| 1895 | 1895                                          |                                               | 225                                           | 225                                           |
| 1905 | 1905                                          |                                               | 206                                           | 206                                           |
| 1910 | 1910                                          |                                               | 214                                           | 214                                           |
| 1925 | 1925                                          |                                               | 205                                           | 205                                           |
| 1939 | 1939                                          |                                               | 220                                           | 220                                           |
| 1946 | 1946                                          |                                               | 319                                           | 319                                           |
| 1950 | 1950                                          |                                               | 308                                           | 308                                           |
| 1956 | 1956                                          |                                               | 249                                           | 249                                           |
| 1961 | 1961                                          |                                               | 247                                           | 247                                           |
| 1967 | 1967                                          |                                               | 235                                           | 235                                           |
| 1970 | 1970                                          |                                               | 236                                           | 236                                           |
| 1980 | 1980                                          |                                               | ?                                             | ?                                             |
| 1990 | 1990                                          |                                               | ?                                             | ?                                             |
| 2000 | 2000                                          |                                               | ?                                             | ?                                             |
| 2011 | 2011                                          |                                               | 174                                           | 174                                           |
| Datenquelle: Historisches Gemeindeverzeichnis für Hessen: Die Bevölkerung der Gemeinden 1834 bis 1967. Wiesbaden: Hessisches Statistisches Landesamt, 1968. Weitere Quellen: LAGIS; Zensus 2011 |                                               |                                               |                                               |                                               |

Historische Religionszugehörigkeit
| • 1885: | 224 evangelische (= 99,56 %), ein jüdischer (= 0,44 %) Einwohner |
| • 1961: | 240 evangelische (= 97,17 %), 7 katholische (= 2,83 %) Einwohner |

## Politik
Für Beenhausen besteht ein Ortsbezirk (Gebiete der ehemaligen Gemeinde Beenhausen) mit Ortsbeirat und Ortsvorsteher nach der Hessischen Gemeindeordnung.
Der Ortsbeirat besteht aus fünf Mitgliedern. Seit den Kommunalwahlen in Hessen 2021 ist der Ortsvorsteher Peter Schmitt.

## Infrastruktur
- Durch den Ort führt die Landesstraße 3254.
- Im Ort gibt es ein Dorfgemeinschaftshaus.
- Den öffentlichen Personennahverkehr stellt die ÜWAG Bus GmbH mit der Linie 320 sicher.